# Archivi Ottomani
Gli Archivi Ottomani sono una raccolta di fonti storiche relative all'Impero Ottomano e un totale di 39 nazioni i cui territori una volta o l'altra facevano parte di questo Impero, comprese 19 nazioni in Medio Oriente, 11 nell'UE e nei Balcani, tre in il Caucaso, due in Asia centrale, Cipro, così come la Palestina e la Repubblica di Turchia.
La collezione principale, nel Başbakanlık Osmanlı Arşivleri (Archivio ottomano del Primo Ministro) a Istanbul, ospita l'Archivio centrale di Stato (Devlet arşivleri). Sono conservati circa 95 milioni di documenti, scritti in turco ottomano.
Le serie di documenti più importanti sono quelli relativi ai verbali del Divan-ı Hümayun, i libri catastali di Tahrir, dove sono registrate le statistiche come il numero di soldati, le entrate fiscali dello stato, e i censimenti della popolazione, che registrano le strutture etniche e demografiche, che iniziarono a essere conservate dopo il XIX secolo. Un altro tipo di materiale archiviato sono le mappe, i progetti e le fotografie di ferrovia da costruire, edifici religiosi, ponti ed altre infrastrutture.
Dopo più di un secolo nel centro della città vecchia, gli archivi di stato ottomani sono stati trasferiti nel 2013 nel quartiere di Kağıthane di Istanbul.

## Storia
La presente raccolta contiene alcuni documenti dal periodo più antico fino al regno del sultano Solimano nel XVI secolo. L'organizzazione di questi documenti come un archivio moderno iniziò nel 1847 con l'istituzione del Hazine-i Evrak. L'edificio originale si trovava sul terreno degli uffici del Gran Visir a Gülhane e conteneva diversi gruppi principali di documenti: i registri del Consiglio Imperiale (Divan-i Hümayun) e i registri dell'ufficio del Gran Visir (Bab-i Ali), nonché i registri dei dipartimenti finanziari (Maliye) e le indagini catastali (tapu tahrir defteri). Mustafa Reşid Paşa ordinò alla costruzione di un nuovo ufficio del registro nel 1846. Fu completato dall'architetto Gaspare T. Fossati nel 1848. Fu costituito l'ufficio di "Sorveglianza del Tesoro dei Documenti" e Muhsin Efendi ne fu nominato responsabile.
Con l'istituzione della Repubblica, l'Hazine-i Evrak fu trasformato in Başvekalet Arşiv Umum Müdürlüğü (la direzione generale del Primo Ministero) e infine il Başbakanlık Arşiv Genel Müdürlüğü. Durante questo periodo, alle collezioni furono aggiunti i registri di vari uffici e autorità amministrative ottomane del XIX secolo.
In concomitanza con questi cambiamenti e aggiunte, gli studiosi turchi hanno mosso i primi passi per classificare e catalogare le varie collezioni a partire dagli anni '10 del XX secolo. Questi primi sforzi hanno prodotto una serie di raccolte classificate (tasnif) che sono ancora citate in base al nome dello studioso che ha creato il catalogo. Oggi prosegue il lavoro di catalogazione della vasta raccolta.

## Gli Archivi ed il Genocidio Armeno
Gli archivi ottomani non contengono solo informazioni sulla dinastia ottomana e sullo stato ottomano, ma anche su ogni nazione che detiene parte di queste risorse. Sebbene pubblicizzati come aperti a tutti i ricercatori, gli studiosi si sono lamentati dell'impossibilità di accedere alla visualizzazione dei documenti a causa della natura del loro argomento di ricerca. Tuttavia, molti ricercatori sul genocidio armeno, tra cui l'anglo-armeno Ara Sarafian ed il turco Taner Akcam (noto per le sue ricerche e l'accettazione del genocidio armeno) hanno utilizzato ampiamente gli archivi ottomani di Istanbul nelle ricerche per i loro libri, sebbene abbiano dichiarato di aver trovato degli ostacoli per il loro accesso.
Il Parlamento europeo ha sottolineato in una risoluzione votata il 15 aprile 2015 che la Turchia dovrebbe utilizzare la commemorazione del centenario del genocidio armeno come un'importante opportunità per riconoscere il genocidio armeno e aprire i suoi archivi.

Il cablogramma di WikiLeaks 04ISTANBUL1074 classificato e firmato da David Arnett il 4 luglio 2004 presso il Consolato Generale degli Stati Uniti a Istanbul afferma che la Turchia ha eliminato dagli Archivi i documenti incriminanti riguardanti il genocidio armeno:
Secondo il professor Halil Berktay dell'Università Sabanci, ci sono stati due seri sforzi per eliminare gli archivi da qualsiasi documento incriminante sulla questione armena. Il primo ebbe luogo nel 1918, presumibilmente prima che le forze alleate occupassero Istanbul. Berktay e altri indicano testimonianze nei tribunali militari turchi del 1919 che indicano che documenti importanti erano stati "rubati" dagli archivi. Berktay crede che una seconda epurazione sia stata eseguita in concomitanza con gli sforzi di Ozal per aprire gli archivi da un gruppo di diplomatici e generali in pensione guidati dall'ex ambasciatore Muharrem Nuri Birgi.